# بكاريس مهمل
بكاريس مهمل (الاسم العلمي:Baccharis neglecta) هو نوع من النباتات يتبع جنس البكاريس من الفصيلة النجمية.